# Rhynchites auratus
Espèce
Rhynchites auratus, le rhynchite doré ou rhynchite du prunelier, est une espèce d'insectes de l'ordre des coléoptères, de la famille des Rhynchitidae.

## Description
De couleur métallique verte ou cuivrée, les adultes, visibles de mai à juillet, ressemblent à des charançons et constituent la plus grande espèce de leur famille (le corps peut atteindre 12 mm de long).

## Distribution
Sa distribution est eurasiatique : Europe et Moyen-Orient, mais relativement peu répandu.

## Biologie
Les femelles pondent leurs œufs, à partir de juin, dans les fruits verts de divers Prunus dont les pruneliers, les cerisiers et d'autres fruitiers ; l'œuf pondu au fond d'une galerie creusée par la femelle permet l'éclosion d'une larve qui gagne ensuite le noyau pour se nourrir de l'amande. La croissance terminée, la larve sort du fruit et la nymphose a lieu dans le sol. Les adultes passent l'hiver dans des abris formés par l'écorce des arbres pour s'activer au printemps.